# Сіяхкалруд (дегестан)
Сіяхкалруд (перс. سیاهکلرود) — дегестан в Ірані, у бахші Чабоксар, в шагрестані Рудсар остану Ґілян. За даними перепису 2006 року, його населення становило 5986 осіб, які проживали у складі 1845 сімей.

## Населені пункти
До складу дегестану входять такі населені пункти:
- Баджі-Ґавабар
- Ґоль-Махале
- Джавагер-Дешт
- Джур-Махале
- Мерсе
- Нагар-е-Хурлат
- Палтекале-Сар
- Саджідан
- Сара-Ґавабар
- Сіяхкалруд
- Сіях-Кеш
- Тале-Міян
- Хайят-Махале
- Хан-Але
- Хошклат
- Чайджан
- Чайхансар
- Шах-Морад-Махале